# Kõivu
Kõivu est un village de la commune de Luunja du comté de Tartu en Estonie. 
Au 31 décembre 2011, il compte 32 habitants.